# Claude-Louis de Saint-Germain
Pour les articles homonymes, voir Saint-Germain.
Ne doit pas être confondu avec Comte de Saint-Germain.
Claude-Louis-Robert, comte de Saint-Germain, né le 15 avril 1707 au château de Vertamboz (Jura) et décédé le 15 janvier 1778 à Paris, est un militaire et homme d'État français.

## Biographie

### Mariage
Il se maria le 1er octobre 1736 avec Ermgard Marguerite von der Osten.

### États de service
Après des études chez les jésuites, Saint-Germain envisagea d'abord de devenir prêtre, puis acheta un brevet de sous-lieutenant. Mais, selon des rumeurs, il dut quitter la France à la suite d'un duel et s'engagea successivement dans les armées de l'électeur palatin, dans l'armée autrichienne, puis dans l'armée de l'électeur de Bavière, lors de la guerre de Succession d'Autriche (1740), et il fit preuve de tant de bravoure sur le champ de bataille qu'il fut promu jusqu'au grade de maréchal de camp.
Il rentra alors en France et se distingua dans la guerre de Sept Ans. Mais alors qu'il fit preuve de plus de capacité que les autres commandants de l'armée et qu'il était admiré par les soldats, il fut victime d'intrigues, de jalousies, de critiques hostiles. Il avait dénoncé, en 1758 dans des mémoires les vices du système militaire français, grâce à son expérience des armées étrangères et pendant la guerre.
Il démissionna en 1760 et accepta le poste de maréchal de camp proposé par le roi de Danemark Frédéric V et fut chargé en 1762 de la réorganisation de l'armée danoise. À la mort de Frédéric V, en 1766, il retourna en France, acheta un petit domaine en Alsace, près de Lauterbach et se consacra à l'agriculture et à la religion.

### Le ministre et ses réformes
Une crise financière fait fondre les fonds qu'il a pu économiser pendant son service au Danemark et le fait dépendre de la bonne volonté du ministre français de la Guerre. Le ministère charge « M. l'Abbé Dubois, Aumônier de M. le Cardinal de Rohan », de lui proposer la place de Secrétaire d'État à la Guerre. Saint-Germain est alors présenté à la Cour par Turgot et Malesherbes et est nommé ministre de la Guerre par Louis XVI, le 25 octobre 1775. Il s'efforça et de couper le nombre des officiers et de réduire la maison militaire du roi coûteuse (en diminuant les effectifs ou en supprimant quelques corps en 1775/76) ainsi qu'en outre d'établir ordre et régularité dans le service. Il fait profondément évoluer le règlement d'exercice et de manœuvre avec le concours du colonel de Guibert (1776), rappelle le général de Gribeauval en disgrâce pour réformer l’artillerie de campagne et instaure les 12 écoles royales militaires par ordonnance en mars 1776. Il est soupçonné de vouloir établir des ex-jésuites comme aumôniers de ces écoles, ce dont il se défend dans ses Mémoires. Ses tentatives pour introduire la discipline prussienne dans l'armée française rencontrent aussi une forte opposition.
Il démissionne le 23 septembre 1777 et est remplacé par le prince de Montbarrey.
Il accepta une pension du roi de 40 000 livres et mourut dans son appartement de l'Arsenal, à Paris, le 15 janvier 1778.
Les idées et les méthodes de Saint-Germain, bien que très décriées au moment de leur introduction, furent reprises par la suite et exercèrent une profonde influence sur l'armée formée par la Révolution.

## Écrits personnels
- Mémoires de M. Le comte de St. Germain, Suisse, 1779. En ligne
  - critique point par point dans Commentaires des Mémoires de Monsieur le comte de Saint-Germain..., Londres, 1780 [attribués à Pierre Christian Wimpfen ou à Georges-Louis-Félix de Wimpfen]. Numérisé.
- Correspondance Particulière Du Comte De Saint-Germain, Ministre et Secrétaire d’État de la Guerre, Lieutenant-Général des Armées de France, Feld-Maréchal au service de Danemarck, Chevalier de l’Ordre de l’Éléphant, Avec M. Paris Du Verney, Conseiller D’État. On y a joint la Vie du Comte de Saint-Germain, et plusieurs Pièces qui le concernent, Londres-Paris, Buisson libraire, 1789, tome 1. Numérisé. Tome 2, numérisé.
- Lettre soi-disant écrite par le comte de Saint-Germain à l'abbé Dubois, aumônier du cardinal de Rohan, datée de Cerney en Alsace, 24 décembre 1774, à la suite de la banqueroute qui l'a ruinée, publiée dans Mémoires secrets pour servir à l'histoire de la République des Lettres..., tome 8, Londres, John Adamson, 1785, p. 264-265. Numérisée.